# Адаев, Султан Амаевич
Султа́н Ама́евич Ада́ев (20 июля 1957 года — 4 февраля 2015 года) — советский и российский музыкант, дирижёр, художественный руководитель оркестра чеченских народных инструментов, Народный артист Чеченской Республики.

## Биография
Чеченец. Родился в депортации в городе Кызылорда 20 июля 1957 года. Рано проявил музыкальные способности. В школе был солистом школьного хора. В 10 классе вместе с другом тайком от родителей после уроков бегал на танцплощадку, где играл на гитаре в вокально-инструментальном ансамбле «Ровесник» при городском парке культуры. Играл в ансамбле до своего возвращения на родину в 1976 году. После окончания школы поступил в эстрадную мастерскую при парке культуры железнодорожников где за год усовершенствовал свою игру на гитаре, а за второй освоил игру на флейте.
После возвращения домой поступил в Грозненское музыкальное училище в класс флейты. Его руководителем была Ольга Михайловна Никитина. Окончил Ленинградскую консерваторию.
Работал во многих известных музыкальных коллективах Чечено-Ингушетии и Чечни: Государственном ансамбле танца «Вайна́х», вокальной группе «Жовхар», оркестре народных инструментов под руководством Зайнди Чергизбиева, оркестре детского ансамбля «Ловзар» под руководством Магомеда Тахаева, симфоническом оркестре Чечено-Ингушской филармонии и других. В 2008 году стал руководителем оркестра чеченских народных инструментов.
Был лауреатом многих международных конкурсов, таких как «Бурса-98» (Турция), «Полермо-99», всероссийского конкурса «Сочи-2009».
В 2008 году награждён Благодарственным письмом Президента Чеченской Республики.